# Proxiuber hulmei
Proxiuber hulmei är en snäckart som beskrevs av Powell 1954. Proxiuber hulmei ingår i släktet Proxiuber och familjen borrsnäckor. Inga underarter finns listade i Catalogue of Life.